# Xã Hendricks, Quận Chautauqua, Kansas
Xã Hendricks (tiếng Anh: Hendricks Township) là một xã thuộc quận Chautauqua, tiểu bang Kansas, Hoa Kỳ. Năm 2010, dân số của xã này là 143 người.